# Coyotepec (municipi de Puebla)
Coyotepec és un municipi de l'estat de Puebla. Coyotepec és el cap de municipi i principal centre de població d'aquesta municipalitat. Aquest municipi és a la part sud de l'estat de Puebla. Limita al nord amb Ixcaquitla, al sud amb Totoltepec de Guerrero, a l'oest amb San Martín Atexcal i a l'est amb Altepexi.